# ذاکر حسین (آهنگساز)
ذاکر حسین (هندی: ज़ाकिर हुसैन؛ زادهٔ ۹ مارس ۱۹۵۱ – درگذشتهٔ ۱۵ دسامبر ۲۰۲۴) نوازندهٔ طبله، و سازهای کوبه‌ای، تهیه کنندهٔ موسیقی، آهنگساز و بازیگر اهل هند بود. ذاکر به‌طور گسترده به عنوان یکی از بهترین نوازندگان طبله در تمام دوران شناخته می‌شود، او به خاطر آوردن موسیقی کلاسیک هند و جهانی کردن آن مشهور بود. او پسر ارشد آلا راخا، بازیکن مشهور طبله بود و برنده چهار جایزه گرمی شد.
وی از سال ۱۹۶۳ تا ۲۰۲۴ میلادی مشغول فعالیت بود. او در فیلم ابزار بازی کرده است.

## دوران اولیه زندگی و تحصیل
ذاکر حسین آلاراخا قریشی در ۹ مارس ۱۹۵۱ در بمبئی امروزی، ماهاراشترا، هند، در خانه استاد طبله، آلا راخا قریشی به دنیا آمد.
او در دبیرستان سنت مایکل در مهیم تحصیل کرد و از کالج سنت خاویر بمبئی فارغ التحصیل شد.

## مرگ
حسین بر اثر عوارض ناشی از فیبروز ریوی ایدیوپاتیک در سانفرانسیسکو، کالیفرنیا، در ۱۵ دسامبر ۲۰۲۴ در سن ۷۳سالگی درگذشت.

## جوایز

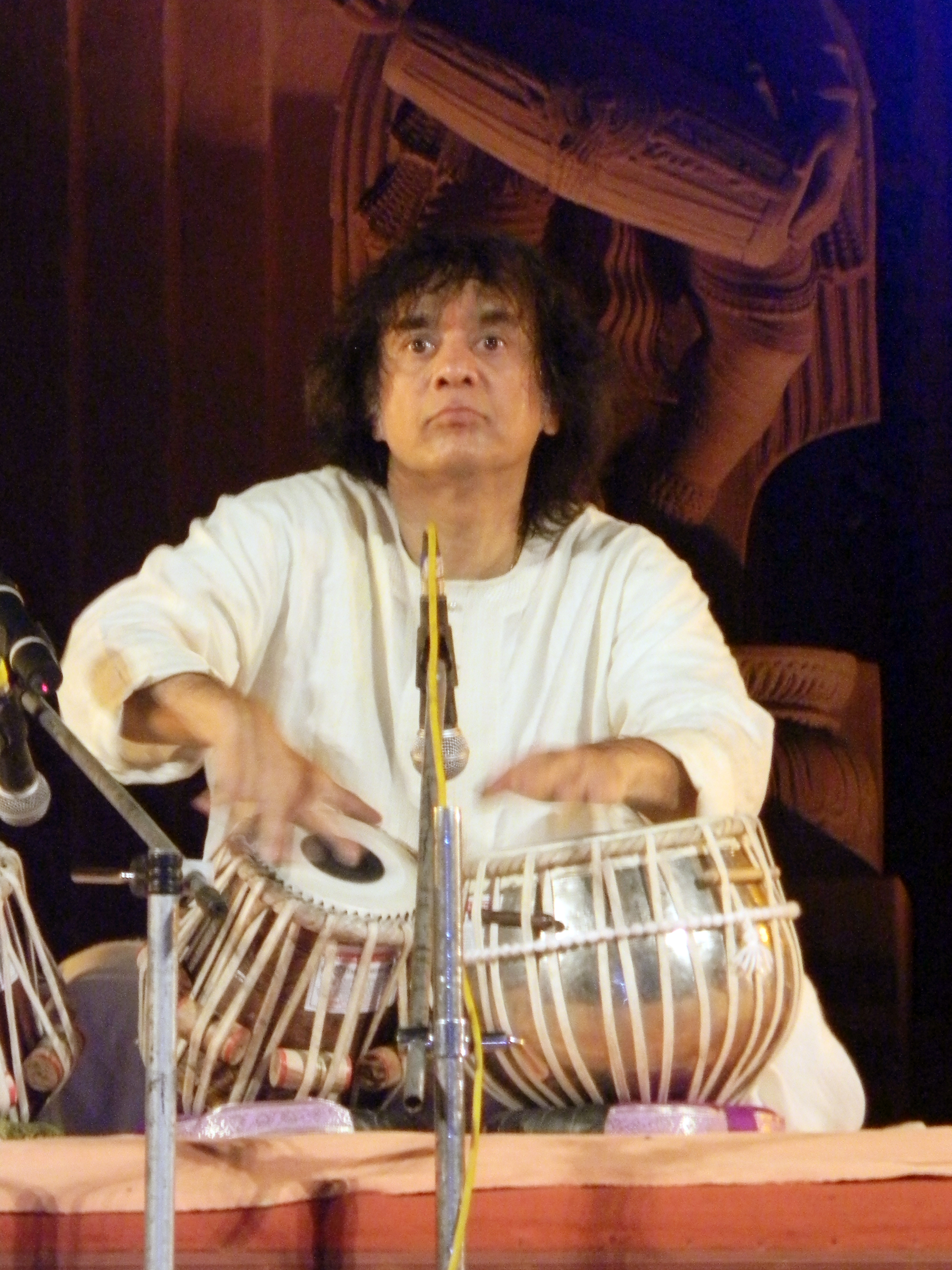
حسین در حال اجرای کنارک، اودیشا

- برندهٔ جایزهٔ پادما شری -۱۹۸۸
- برندهٔ جایزهٔ پادما بوشان -۲۰۰۲
- برنده چهار جایزه گرمی